# Gare de La Grande-Paroisse
Gare de La Grande-Paroisse vasútállomás Franciaországban, La Grande-Paroisse településen.

## Vasútvonalak
Az állomást az alábbi vasútvonalak érintik:
- Corbeil-Essonnes-Montereau-vasútvonal
- Line R

## Kapcsolódó állomások
A vasútállomáshoz az alábbi állomások vannak a legközelebb:
- Gare de Vernou-sur-Seine (Gare de Melun, Line R)
- Gare de Montereau (Gare de Montereau, Line R)